# هارولد غراد
هارولد غراد (بالإنجليزية: Harold Grad)‏ (و. 1923 – 1986 م) هو رياضياتي، وفيزيائي، وأستاذ جامعي من الولايات المتحدة الأمريكية . ولد في نيويورك .
توفي في نيويورك ، عن عمر يناهز 63 عاماً.

## التعليم
تعلم في جامعة نيويورك

## جوائز
حصل على جوائز منها:
- جائزة جيمس كلارك ماكسويل في فيزياء الهيولى [الإنجليزية]‏ (1986)
- زمالة غوغنهايم.